# ONE PIECE 阿拉巴斯坦戰記 沙漠王女與海賊們
《ONE PIECE 阿拉巴斯坦戰記 沙漠王女與海賊們》是於2007年上映的第8部《ONE PIECE》電影版。

## 製作
《ONE PIECE》的製作人員將最受歡迎的原作漫畫中的「阿拉巴斯坦王國篇」電影化，重新繪製成這套劇場版，和過去強調「娛樂」的劇場版不同，本篇強調的是「感動」。
上映結束後，觀眾可以看到草帽海賊團（包括沒有出現的佛朗基等8人）的懸賞單及下一套劇場版的預告；而妮可·羅賓的回憶篇亦會在電影近尾聲時出現（包括哈古瓦爾·D·薩烏羅的登場）。

## 劇情
前進偉大的航路的前進梅利號。船上乘載著阿拉巴斯坦的王女薇薇。被稱為沙漠之國的阿拉巴斯坦王國，從很久以來就一直被不降雨的異常氣象所困擾，但在親民愛民的國王寇布拉主政下，人人過著和平的生活。但是距今兩年前，降雨變得只在國王所居住的王城裡，同時，被世界政府禁止製造、持有的人工造雨粉、跳舞粉卻也在同一時候運往王城，這事件成為國王與人民分裂的關鍵原因。
相信自己的父親也就是國王寇布拉的薇薇，為了要揭發引起異常氣象並陷害國王的邪惡組織因而離開國家。現在為了阻止那萬惡根源同時卻是國家英雄的洛克達爾，為了奪回被奪走的重要東西，薇薇和魯夫等夥伴一同前往阿拉巴斯坦。在這時，阿拉巴斯坦落入克洛克達爾設計的巧妙陷阱，國王軍和叛軍將陷入全面戰爭。
克洛克達爾計劃讓兩方陷入激戰，進而弱化國家力量再趁機奪走政權取而代之。這被稱為「理想鄉」的作戰計畫，骨子裡其實藏著他真正的目的。那就是得到不知隱藏在這個國家某處的世界最凶惡古代兵器·冥王，進而建立一個最強的軍事國家。另一方到達阿拉巴斯坦的魯夫一行人為了阻止內亂，便跟隨在薇薇的青梅竹馬寇沙所率領的叛軍後面，但是眼前卻出現克洛克達爾和他的特務搭檔妮可·羅賓、馮克雷等手下的阻撓。
和惡魔果實能力者們的強敵苦戰的魯夫一行人、與一步一步逼近國王軍所在的宮殿的叛軍，就在國家整個陷入大混亂中，薇薇在魯夫的協助下抵達宮殿，此時國王寇布拉卻被克洛克達爾抓住，並在宮殿裡設置了可以一次炸飛數千人的炸彈，王國崩壞就在瞬間到底魯夫一行人，憑著6個人的力量就能粉碎王下七武海「沙」克洛克達爾的陰謀，讓沙漠之國的惡夢畫上休止符嗎？

## 登場人物
| 角色名稱                  | 配音員                            | 配音員     | 配音員     |            |
| 角色名稱                  | 日本                              | 臺灣       | 香港       |            |
| 草帽海賊團                | 草帽海賊團                        | 草帽海賊團 | 草帽海賊團 | 草帽海賊團 |
| ------------------------- | --------------------------------- | ---------- | ---------- | ---------- |
| 蒙其·D·魯夫               | 田中真弓                          | 詹雅菁     | 周恩恩     |            |
| 羅羅亞·索隆               | 中井和哉                          | 宋克軍     | 張振聲     |            |
| 娜美                      | 岡村明美                          | 許淑嬪     | 鄭家蕙     |            |
| 騙人布                    | 山口勝平                          | 符爽       | 黃啟明     |            |
| 賓什莫克·香吉士           | 平田廣明                          | 孫中台     | 李家傑     |            |
| 多尼多尼·喬巴             | 大谷育江                          | 詹雅菁     | 鄧潔麗     |            |
| 阿拉巴斯坦王國            |                                   |            |            |            |
| 娜菲鲁塔利·薇薇           | 渡邊美佐                          | 詹雅菁     | 張雪儀     |            |
| 跑得快                    | 粗忽屋                            | 符爽       |            |            |
| 娜菲鲁塔利·寇布拉         | 家弓家正                          | 孫中台     | 黃啟明     |            |
| 寇沙                      | 草尾毅                            | 符爽       |            |            |
| 寇沙（少年）              | 進藤尚美                          | 許淑嬪     |            |            |
| 貝爾                      | 野島健兒                          | 孫中台     | 張振聲     |            |
| 加卡                      | 植村喜八郎                        | 李香生     |            |            |
| 伊卡萊姆                  | 園部啟一                          | 孫中台     |            |            |
| 多托                      | 塚田正昭                          | 符爽       |            |            |
| 卡巴                      | 野田順子                          | 許淑嬪     |            |            |
| 侍女                      | 川嶋愛                            | 許淑嬪     |            |            |
| 巴洛克華克                |                                   |            |            |            |
| 沙·克洛克達爾             | 大友龍三郎                        | 宋克軍     | 待查詢     |            |
| Miss All Sunday 妮可·羅賓 | 山口由里子                        | 許淑嬪     | 王慧珠     |            |
| 「Mr.2」馮·克雷           | 矢尾一樹                          | 李香生     | 待查詢     |            |
| Mr.1                      | 稲田徹                            | 孫中台     | 待查詢     |            |
| Miss雙手指                | 橘U子                             | 許淑嬪     | 待查詢     |            |
| Mr.4                      | 高塚正也                          | 宋克軍     | 待查詢     |            |
| Miss聖誕節                | 金月真美                          | 詹雅菁     | 鄧潔麗     |            |
| Mr.7                      | けーすけ                          | 李香生     | 待查詢     |            |
| Miss父親節                | 中友子                            | 許淑嬪     | 待查詢     |            |
| 拉蘇（Mr.4的炮）          | 青野武                            | 孫中台     | 待查詢     |            |
| 其他角色                  |                                   |            |            |            |
| 哈古瓦爾·D·薩烏羅         | 草尾毅                            | 符爽       | 待查詢     |            |
| 旁白                      | 大場真人                          | 孫中台     | 黃啟明     |            |
| 無役名                    | 矢口真里 山里亮太 山崎静代 田村淳 |            |            |            |

## 工作人員
- 原作：尾田榮一郎
- 監督：今村隆寛
- 企劃：清水慎治
- 脚本：上坂浩彦
- 分鏡：宇田鋼之介、横山健次、井上栄作、今村隆寛、大塚健
- 人物設計、作畫監督：井上榮作
- 作畫監督輔佐：舘直樹、井出武生、田中宏紀、西田達三
- 美術監督：吉池隆司
- 音樂：田中公平
- 配給：東映

## 音樂
「compass」
作詞・作曲：川嶋愛 / 編曲：宗本康兵 / 歌：川嶋愛

## 附註
1. ↑   . キネマ旬報 (キネマ旬報社). 2008, (2008年（平成20年）2月下旬号): 164.

## 外部連結
- 中文官方網站